# Tridens strictus
Tridens strictus är en gräsart som först beskrevs av Thomas Nuttall, och fick sitt nu gällande namn av George Valentine Nash. Tridens strictus ingår i släktet Tridens och familjen gräs. Inga underarter finns listade i Catalogue of Life.